# Возьники (Ґродзиський повіт)
Возьники (пол. Woźniki, нім. Erlenbruch) — село в Польщі, у гміні Ґродзиськ-Велькопольський Ґродзиського повіту Великопольського воєводства.
Населення — 131 особа (2011).
У 1975-1998 роках село належало до Познанського воєводства.

## Демографія
Демографічна структура станом на 31 березня 2011 року:
|          | Загалом | Допрацездатний вік | Працездатний вік | Постпрацездатний вік |
| -------- | ------- | ------------------ | ---------------- | -------------------- |
| Чоловіки | 77      | 15                 | 57               | 5                    |
| Жінки    | 54      | 9                  | 35               | 10                   |
| Разом    | 131     | 24                 | 92               | 15                   |